# Bene giuridico
Nel diritto penale, il bene giuridico è il valore (o l'interesse) tutelato da una fattispecie incriminatrice. Ad esempio, nel delitto di lesioni personali, il bene giuridico tutelato è l'integrità fisica.

## Storia
Sorta nel 1834 ad opera del giurista tedesco Birnbaum, la nozione di bene giuridico ha subito diverse e contrastanti formulazioni nel corso della storia.
Il concetto di "bene giuridico" non va confuso con il concetto di "bene in senso giuridico", che appartiene invece al diritto civile.

## Il bene giuridico nel diritto penale italiano
Il bene giuridico non trova esplicito riscontro nel testo del codice penale italiano, ma è il frutto di un'elaborazione plurisecolare della dottrina penalistica. Assolve a tre funzioni: 
1. politico-criminale;
2. dommatico-interpretativa;
3. classificatoria.

Infatti il bene giuridico da tutelarsi è alla base della scelta di intervento politico-criminale; sottesa a questa funzione sta la problematica relativa ai metodi di decisione politica, infatti quanto maggiore saranno le leggi approvate a "colpi di maggioranza", tanto minore sarà la base di consenso sulla quale queste poggiano, e di conseguenza, l'ordinamento non avrà portato a conclusione in maniera soddisfacente la tutela del bene giuridico.
Le altre due giustificazioni dell'argomento in discorso ineriscono all'aspetto scientifico penale del bene giuridico. In particolare, la funzione dommatico-interpretativa rappresenta il metro di lettura delle fattispecie criminose sulla base dell'interesse tutelato e non oltre quello.
Infine l'aspetto classificatorio tende a distinguere le fattispecie criminose in base all'oggetto di tutela. Quanto fin qui detto rappresenta altresì l'insieme di criteri ermeneutici che l'interprete, e l'operatore di diritto in genere, dovranno operare nel rispetto del principio di legalità penale (art. 25 comma 2 Cost.) nella sua accezione di tassatività determinatezza.
In Italia, secondo la teoria costituzionale (che prende le mosse dal pensiero liberale) il bene giuridico deve essere preesistente alla norma ed avere rango costituzionale (anche implicitamente), in particolare il ricorso alla pena trova giustificazione solo se diretto a proteggere beni socialmente apprezzabili dotati di rilevanza costituzionale.